# Sammy Stevens
Samuel „Sammy“ Stevens (* 18. November 1890 in Netherton; † 17. November 1948 in Dudley) war ein englischer Fußballspieler.

## Sportlicher Werdegang
Stevens begann parallel zu seiner hauptberuflichen Tätigkeit in der Stahlindustrie seine Laufbahn beim FC Cradley Heath, den der Stürmer im Februar 1912 als Fußballprofi in Richtung Football League verließ, um sich dem Zweitdivisionär Hull City als Nachfolger des an den FC Everton verkauften Tommy Browell anzuschließen. In der Zweitligaspielzeit 1913/14 zeichnete er sich für 28 der 53 Saisontore des auf dem siebten Tabellenrang abschließenden Klubs verantwortlich, gleichauf mit Jack Peart von Notts County krönte er sich damit zum Torschützenkönig. Auch in der folgenden Spielzeit gehörte er mit 24 Saisontreffern zu den torgefährlichtsne Spielern, dabei hatte er vier Tore Rückstand auf Torschützenkönig Joe Lane vom FC Blackpool. Auch während des anschließenden Erliegens des landesweiten Ligaspielbetriebs aufgrund des Ersten Weltkriegs lief er weiterhin für den Verein aus Kingston upon Hull in regionalen Spielen an. Bei Wiederaufnahme des Spielbetriebs zur Spielzeit 1919/20 erzielte er 20 Saisontore.
Im Sommer 1920 wechselte Stevens nach 84 Ligatoren in 150 Meisterschaftsspielen für die „Tigers“ zum aus der First Division abgestiegenen Notts County. Im März 1921 wurde er nach elf Treffern in 25 Spielen für den Klub für eine Ablösesumme von 1.300 Pfund Sterling zum Ligakonkurrenten Coventry City transferiert, der sich im Abstiegskampf befand. Mit drei Treffern in den letzten Spielen der Spielzeit 1920/21 verhalf er dem Klub zum Klassenerhalt und war in der anschließenden Spielzeit mit 21 Saisontoren erneut nur vier Tore schlechter als Torschützenkönig Jimmy Broad vom FC Stoke. Nach anhaltenden Gesundheitsproblemen kam er anschließend nur noch zeitweise zum Zug und wurde 1923 nach 62 Ligaspielen und 25 Toren vom Klub freigegeben.
Stevens kehrte ins Black Country zurück, wo er in Dudley in der Stahlindustrie arbeitete und für den lokalen Klub Dudley Bean auflief. Einen Tag vor seinem 58. Geburtstag verstarb er dort.